# كنيسة اللاتين (اللاذقية)

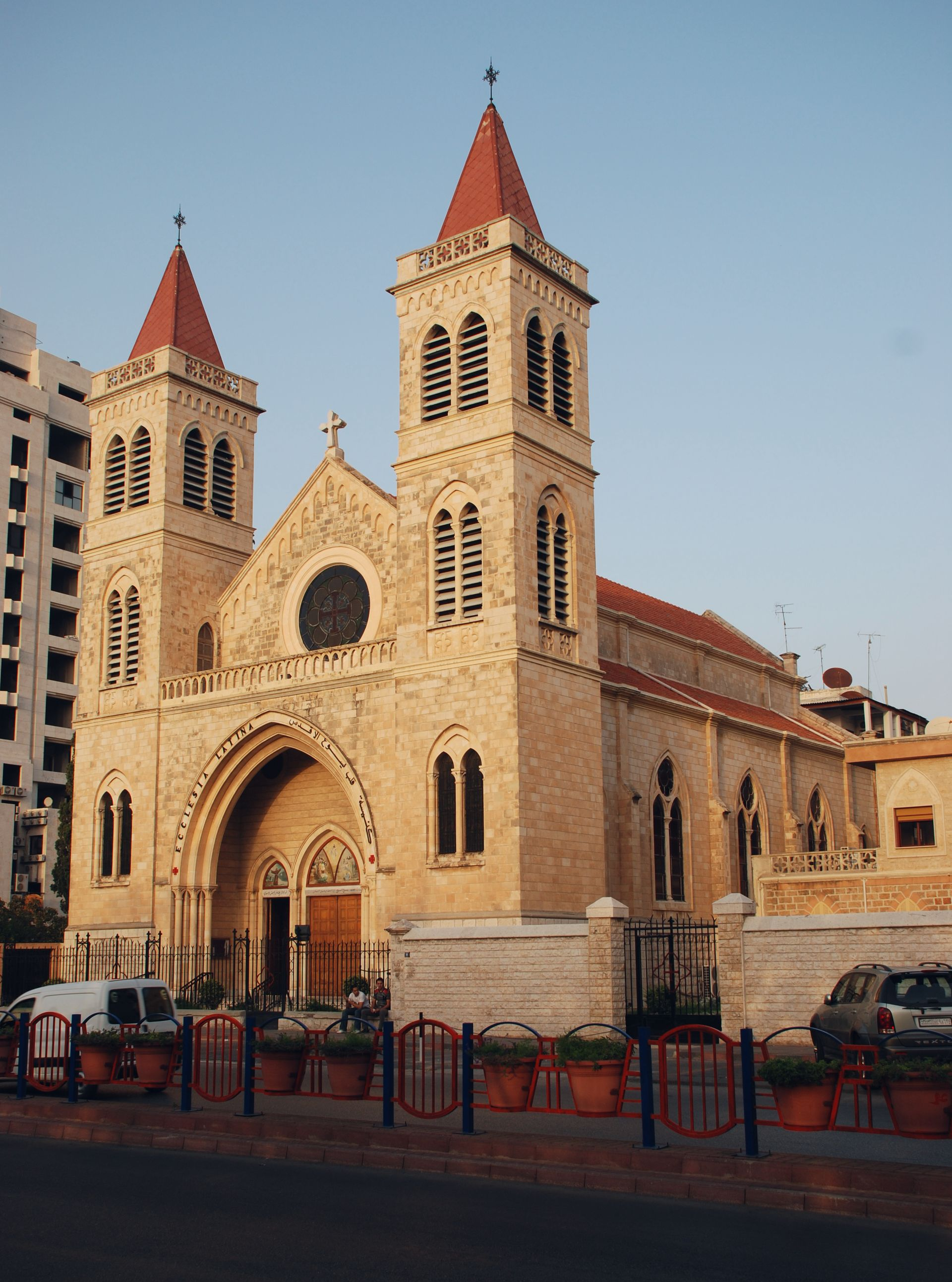
كنيسة اللاتين في مدينة اللاذقية

كنيسة اللاتين أو كنيسة قلب يسوع الأقدس  في مدينة اللاذقية في سوريا.

## الموقع
تقع الكنيسة في مدينة اللاذقية في منطقة الصليبة وتطل على مرفأ اللاذقية أما سابقاً فكانت تواجه البحر مباشرةً.

## التاريخ
وصل الفرنسيسكان إلى مدينة اللاذقية في سوريا عام 1733 م، وتم بناء دير صغير وكنيسة (الكنيسة القديمة) عام 1829 م. في ذلك الوقت كان الفرنسيسكان يديرون مدرسة للبنين وأخرى للبنات في المدينة.
تم بناء كنيسة اللاتين من قبل المهندس الإيطالي أرغوني وزوجته أفدوكيا، تم تدشين الكنيسة يوم 19 آذار عام 1933 م من قبل المطران فريدرانيو جانيي. كما بني بجانبها مدرستين إحداهما للبنين والأخرى للبنات وأغلقت المدرستان فيما بعد.
بعد انسحاب الفرنسيين عام 1946 من اللاذقية اشترى الفرنسيسكان السوريون منهم المدرسة الكبيرة واستمر الفرنسيسكان يديرونها حتى عام 1967م. حالياً الفرنسيسكان يرعون شؤون طائفة السريان الكاثوليك والأرمن الكاثوليك.
يعتبر دير اللاتين حالياً من أكبر الأديرة في مدينة اللاذقية (داخل المدينة)، ففيه بستان كبير وصالة كبيرة وملاعب وأبنية وملحقات متعددة.

## الوصف المعماري
بنيت الكنيسة من الحجر الكلسي النحيت وسقفت بسقف جملوني مغطى بالقرميد. وتتألف من مدخل واسع وعلى جانبه برجان مؤلفان من ثلاث طوابق مسقوفة بالقرميد، وفي مقابل المدخل يوجد الهيكل. وتحتوي من الداخل على بهو واسع جداَ بالإضافة إلى مجموعة من الغرف الصغيرة متعددة الإستعمالات. الكنيسة مزينة من الداخل بالعديد من التماثيل والرسومات والزخارف ، أما من الخارج فقد تم العناية بواجهاتها من نوافذ وأبواب وزخارف على طريقة الفن الغوطي السائد في أوروبا ذلك الوقت.

## معلومات عامة أخرى
- أول كاهن رعية عمل بالكنيسة هو الأب دومنيك ماروياتي عام 1734.
- أما عدد الكهنة الذين عملوا بالكنيسة حتى اليوم حوالي 90 كاهن.